# モーガン・ラッセル

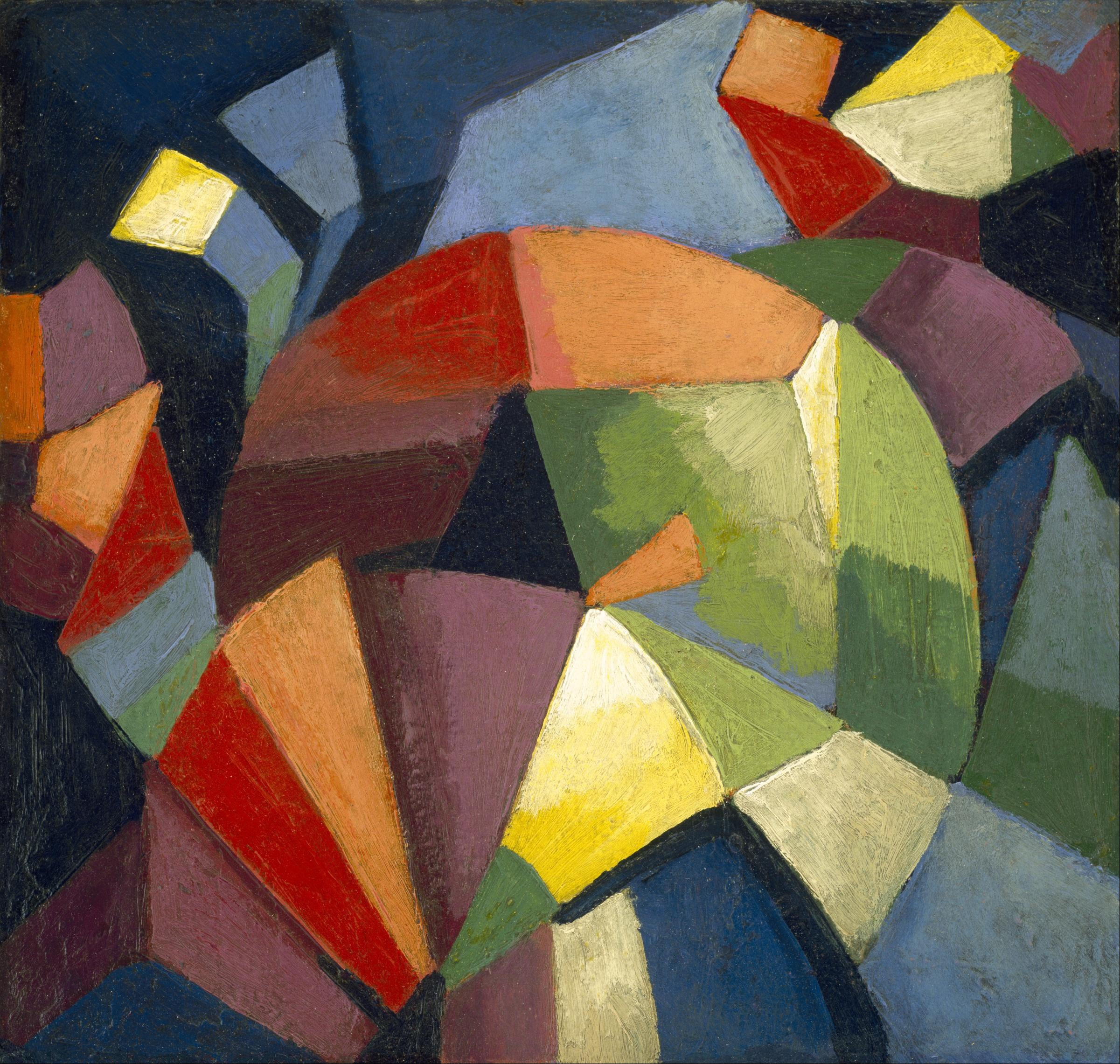
モーガン・ラッセル作「シンクロニー（Synchromy）」(1914)、ヒューストン美術館蔵

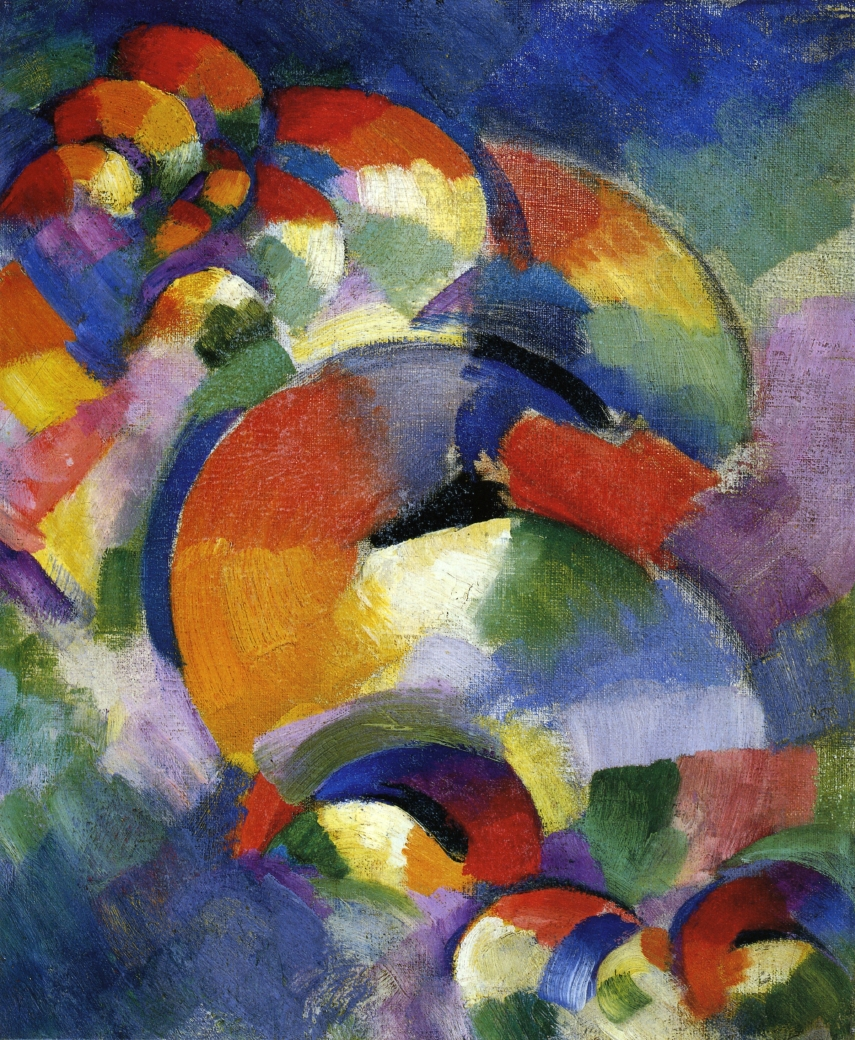
モーガン・ラッセル作「Cosmic Synchrony」(1913/1914)、 Munson-Williams-Proctor Arts Institute蔵

モーガン・ラッセル（Morgan Russell、1886年1月25日 - 1953年5月29日）は、アメリカ合衆国の画家である。「シンクロミズム（Synchromism）」 と呼ばれる、アメリカの抽象絵画のスタイルの創始者とされる。

## 略歴
ニューヨークで生まれ、育った。はじめ建築を学ぶが、17歳になったころ、彫刻家のアーサー・リー（Arthur Lee: 1881–1961）と知り合い、モデルを務め、しばらく同居した。1903年から1905年の間、アート・スチューデンツ・リーグ・オブ・ニューヨークでアーサー・リーとジェームズ・アール・フレーザー（Jmes Earle Fraser: 1876–1953）に彫刻を学び、彫刻の授業でモデルも務めた。富豪の娘で彫刻家のガートルード・ヴァンダービルト・ホイットニーの経済的支援を受けて、1906年1月にパリとローマに修行に出た。1907年にニューヨークに戻り、アッシュカン派の画家 ロバート・ヘンライが開いていた美術学校で絵画を学んだ。1909年に再びパリに移り、アンリ・マティスの美術学校で学び、アメリカの美術収集家 ガートルード・スタインのサロンに通い、パブロ・ピカソやオーギュスト・ロダンにも会った。
1911年に、パリでアメリカ出身の画家スタントン・マクドナルド＝ライト（Stanton Macdonald-Wright: 1890–1973）と出会い、ラッセルとマクドナルド＝ライトは新しい抽象絵画のスタイルを開いていくことになった。1912年6月にミュンヘンの画廊「Der Neue Kunstsalon」で最初のグループ展を開き、その4か月後にパリの画廊でも「シンクロミズム」の名前を冠した展示会を開いた。当時この運動に関わったパリのアメリカ人画家には、トーマス・ハート・ベントンやアンドリュー・ダスバーグ（Andrew Michael Dasburg: 1887–1979）、パトリック・ヘンリー・ブルースらがいた。パトリック・ヘンリー・ブルースはキュビスムよりも抽象化を進める「オルフィスム」を提唱したフランスの画家、ロベール・ドローネーとソニア・ドローネーとも親しく、「シンクロミズム」と「オルフィスム」のスタイルが近かったことは議論を呼んだ。
ラッセルとマクドナルド＝ライトは、「シンクロミズム」がニューヨークの美術界で、高く評価され、経済的な成功を得られることを期待していた。ラッセルは1913年にニューヨークで開かれた、ヨーロッパとアメリカの新しい美術を紹介したアーモリーショーや1916年に開かれたアメリカのモダニズムの画家の展覧会（Creating Forum Exhibition of Modern American Painters）に出展したが当時のコレクターや批評家はまだ抽象絵画を受け入れることはなく、また受け入れたとしてもより有名になっていたヨーロッパの画家の作品を好んだ。マクドナルド＝ライトの兄でS・S・ヴァン・ダインのペンネームの推理小説作家としても有名な美術評論家のウィラード・ハンティントン・ライト (Willard Huntington Wright)が著書で「シンクロミズム」を取り上げた。1920年ころまでにはラッセルとマクドナルド＝ライトとは別々の道を歩むようになり、マクドナルド＝ライトはアメリカのカリフォルニアで活動するようになった。
ラッセルは、1946年まで40年近くフランスで過ごした後、アメリカに戻って引退した。晩年はヌードを多く描き、具象的なスタイルの作品を描いた。2度の脳卒中で身体に障害を負った後、1953年にフィラデルフィア郊外の老人ホームで67歳で亡くなった。
1970年ころになって再評価されるようになり、1990年にニュージャージー州のモンクレア美術館で最初の回顧展が開催された。